# Adlerhorn
El Adlerhorn es una montaña en los Alpes del Valais, en el área del municipio de Zermatt, y pertenece al grupo Allalin. Su cumbre se encuentra a una altitud de 3987 sobre el nivel del mar. El Glaciar Eagle comienza en su flanco norte, el Glaciar Findel en su lado sur. El Adlerhorn se ve a menudo como una extensión del Strahlhorn, pero es un pico por derecho propio. Visto desde el oeste, difícilmente se puede distinguir del Strahlhorn. Está en la ruta de ascenso desde Zermatt a través de Berghaus Flue hasta Strahlhorn.